# Logisticus proboscideus
Logisticus proboscideus är en skalbaggsart som beskrevs av Leon Fairmaire 1902. Logisticus proboscideus ingår i släktet Logisticus och familjen långhorningar.
Artens utbredningsområde är Madagaskar. Inga underarter finns listade i Catalogue of Life.